# Université Langston
 (septembre 2018).
L'université Langston (Langston University) est un établissement d'enseignement supérieur situé à Langston dans l'Oklahoma, aux États-Unis. Fondée en 1897, elle est la seule université traditionnellement noire de l'Oklahoma.